# Tersilochus meridionalis
Tersilochus meridionalis là một loài tò vò trong họ Ichneumonidae.